# I. Péter orosz cár
I. Nagy Péter (oroszul: Пётр I. Великий, Pjotr Velikij, teljes nevén: Пётр Алексеевич Романов, Pjotr Alekszejevics Romanov; Moszkva, 1672. június 9.greg./május 30.jul. – Szentpétervár, 1725. február 8.greg./január 28.jul.) orosz nagyherceg, 1682–1725 között Oroszország uralkodója.
A Romanov-házból származó Alekszej orosz cár és második felesége, Natalja Kirillovna Nariskina fia. Gyermektelenül elhunyt bátyja, III. Fjodor halála után 1682-ben féltestvérével, V. Ivánnal társuralkodóként került az orosz trónra nővérük, Szofja Alekszejevna nagyhercegnő régenssége alatt. 1689-ben félreállította ugyan a régensnőt, de az ország kormányzásában csak 1694-től fogva vett részt. V. Iván 1696-ban bekövetkezett halálával lett egyeduralkodó. Életcélja volt országát igazi európai nagyhatalommá fejleszteni. Ennek érdekében a „nagy követség” keretében európai diplomáciai és tanulmányi utat tett, létrehozta az orosz haditengerészetet, a nagy északi háborúban a Baltikum és a mai Finnország egy részének elfoglalásával északnyugati tengeri kijárathoz juttatta országát. 1703 májusában megalapította a Néva deltájában a későbbi Szentpétervárt, melyet „égi patrónusáról”, Szent Péter apostolról nevezett el.
Számos közigazgatási reformja bizonyult hosszú életűnek. Külpolitikában a területi hódításra és a tengeri kijáratok megszerzésére törekedett. Uralkodásának magyar vonatkozása, hogy II. Rákóczi Ferenccel fenntartott – a valóságban kevés gyakorlati eredménnyel járó – szövetségét a későbbi szovjet–magyar kapcsolatok történelmi megalapozásaként használták fel. 1703 és 1711 között tizenkilenc ízben küldött tüzértiszteket Rákóczinak és két ízben ágyúkat is.

## Élete

### Származása és ifjúkora
I. Péter, orosz nevén Pjotr Alekszejevics 1672. június 9-én – az Oroszországban akkor használatos julián naptár szerint május 30-án – született a fővárosban Alekszej orosz cár (1629–1676) és második felesége, Natalja Kirillovna Nariskina (1651–1694) gyermekeként. Keresztnevét Péter apostol után kapta. Keresztelőjére június 29-én, Szent Péter ortodox naptár szerinti ünnepén került sor; keresztapja tulajdon bátyja, Fjodor Alekszejevics volt. Szülei házasságából további két leány – Natalja Alekszejevna és a kisgyermekként elhalálozott Feodora Alekszejevna – származott. Alekszej cárnak az első házasságából öt fia is volt, de ketten csecsemőkorban meghaltak, míg a trónörökös Alekszej Alekszejevics tizenöt éves korában hunyt el; az életben maradt cárevicsek, Fjodor és Iván mindketten gyenge fizikumúak voltak. I. Péter anyja, Natalja Kirillovna Nariskina tatár gyökerű nemesi családban született; apja a vidéki nemesség sorából való felemelkedés reményében küldte a haladó szellemű Artamon Szergejevics Matvejevnek, a cár jó barátjának az udvarába.
Erős, egészséges és eleven gyermek volt, aki már hét hónapos korára megtanult járni. Életének első éveit a Kremlben töltötte, de apja gyakran magával vitte Moszkva környéki kirándulásaira és vidéki birtokaira, elsősorban preobrazsenszkojei nyári dácsába és a kolomenszkojei fapalotába.
Alekszej cár 1676-ban, váratlanul bekövetkezett halála után a tizennégy esztendős III. Fjodor került a trónra. Natalja Nariskina gyermekeivel visszavonult kremlbeli lakónegyedébe. III. Fjodor alig hat évnyi uralkodás után halt meg anélkül, hogy kijelölte volna utódját. A hatalomért Alekszej cár két feleségének családja, a Miloszlavszkijok és a Nariskinok vetélkedtek – előbbiek Iván nagyherceget, utóbbiak Péter nagyherceget támogatták. A korábban az I. Mihályt megválasztó, a nemesekből, magas rangú hivatalnokokból, a klérus és a közrendűek képviselőiből álló nemzetgyűlés, a zemszkij szobor összehívása heteket igényelt volna, ezért Ioakim pátriárka a nemeseket és a palota ablaka alá gyűlt tömeget kérdezte meg, kit választanának cárrá. Az informális gyűlés Péterre szavazott. Kiskorú lévén anyja személyében régenst jelöltek ki mellé.
Szofja Alekszejevna nagyhercegnő, Alekszej cár harmadik leánya első feleségétől, Iván nagyherceg édestestvér nővére kitört a cári család nőtagjait a világtól elzáró hagyomány béklyóiból, és III. Fjodor uralma alatt fokozatosan belefolyt a politikába. Amikor az informális gyűlés féltestvér Péter öccsét kiáltotta ki cárnak, a nagyhercegnő és a Miloszlavszkijok nem nyugodtak bele a döntésbe, és lázadást szítottak a sztrelecek között. Elterjesztették körükben azt a szóbeszédet, miszerint III. Fjodor halálát mérgezés okozta a hatalomvágyó bojárok és Nariskinok közreműködésével. A katonák Iván cárevics halálhírének hallatán 1682. május 25-én – a julián kalendáriumban május 15-én – reggel betörtek a palotába, ahol hiába bizonyosodhattak meg saját szemükkel arról, hogy Iván nagyherceg életben van, a termeket feldúlták, Artamon Szergejevics Matvejevet, a Nariskin család és az őket támogató bojárság több tagját meggyilkolták vagy elkergették. Követelésükre Ivánt és Pétert május 26-án társuralkodókká nyilvánították – Iván volt a rangidős, az „első”, míg Péter a „második” cár. A valódi hatalom azonban a sztreleceket ügyes taktikával lecsillapító Szofja Alekszejevna kezébe került, akit – szintúgy a sztrelecek követelésére – május 29-én a pátriárka és a bojárok rendeletben tettek meg régenssé az ifjú cárok mellé, Natalja Kirillovna Nariskina helyébe.
Koronázása után a gyermek Péter cár a Moszkvától nem messze fekvő Preobrazsenszkoje faluban élt édesanyjával, de féltestvérével rendszeresen, ünnepélyes keretek között megjelent az udvarnál. Az udvari etikett béklyói nélkül, szabad légkörben nőtt fel; művelt asszony hírében álló anyja meglepő módon nem fordított nagy gondot a fiú neveltetésére. Első nevelője, Nyikita Moiszejevics Zotov eredetileg csak olvasásra és írásra oktatta, de a korábbi cárok katonáskodásairól szóló történetek hallatán hamar kiviláglott a nagyherceg lelkesedése a hadviselés iránt. Édesanyja parancsára ekkor külföldi városokat, hajókat, fegyvereket és történelmi eseményeket bemutató könyvet állítottak neki össze. A fiatal cár játékezredeket szervezett nemesifjakból, szolgákból és a német negyedben toborzott újoncokból – ezen ifjúkori regimentek szolgáltak a későbbi Preobrazsenszkij és Szemjonovszkij gárda alapjául. Zotov után Afanaszij Ivanovics Nyesztyerov oktatta a nagyherceget. Írni és olvasni ugyan megtanult, de a helyesírással élete végéig hadilábon állt; a számolást és a geometriai alapfogalmakat pedig csak tizenhat évesen sajátította el a holland Franz Timmermanntól.

#### Első házassága és Szofja Alekszejevna régensnő bukása

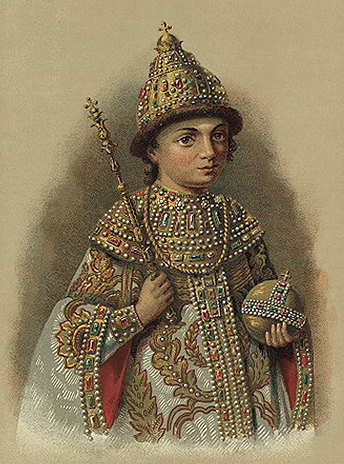
A fiatal I. Péter az orosz cárok hagyományos öltözetében

1689 januárjában, tizenhat évesen feleségül vette Jevdokija Fjodorovna Lopuhina (1669–1731) bojárkisasszonyt, akit anyja választott számára. A Lopuhinok a főváros egyik legvallásosabb, legkonzervatívabb családja voltak; Natalja Nariskina a menyasszonytól várta szabados életvitelű fia megzabolázását, de a frigyhez kötött e reményei nem teljesültek. A házasság, kiváltképpen pedig egy évvel később született első gyermeke, Alekszej Petrovics megerősítette Péter dinasztikus helyzetét V. Ivánnal és Szofja Alekszejevnával szemben: V. Iván öccsénél öt évvel korábban nősült meg, de kizárólag leányai születtek, így Szofja Alekszejevnának nem volt kilátása arra, hogy V. Iván halála esetén továbbra is régens maradhasson V. Iván trónra lépő fia mellett. Amellett, hogy öccse lassan férfivá érett, a régensnő uralmát az ugyanebben az évben, vagyis 1689-ben indított, ámde kudarcba fulladó krími hadjárat is megrendítette. Péter nem volt jó véleménnyel nővéréről; a kettejük között lévő ellentét 1689 júliusában bukott felszínre először: a Kazanyi Miasszonyunk ünnepi körmenete alkalmával Péter nyilvánosan felszólította a távozásra a férfiak között haladó Szofja Alekszejevnát. Amikor a régensnő nem hátrált meg előle, Péter lóháton otthagyta az ünneplőket. Mind Péter, mind Szofja Alekszejevna attól tartott, hogy a másik fél államcsínyt vagy merényletet szervez ellene; augusztus 7-éről 8-ára virradó éjszaka ezért az életét féltő Péter, anyját és feleségét hátrahagyva, előbb az erdőbe, majd a fővárostól nem messze található Szentháromság–Szergij-kolostorba menekült. Ennek ellenére egyre több hivatalnok és tiszt, később pedig sztrelec katona pártolt át hozzá, így az ő támogatásukat maga mögött tudva szeptemberen véget vetett Szofja Alekszejevna uralmának: letartóztatta a bojárjait elveszítő nagyhercegnőt, majd a Novogyevicsij-kolostorba záratta.
A régensnő bukását követően a kormányzás Natalja Nariskina és fivére, Lev Kirillovics Nariskin, valamint a bojár tanácsadók kezébe került. Maga Péter a moszkvai német negyedben folytatta kicsapongó életét, társaságához külföldiek – például a skót Patrick Gordon vagy a genfi François Le Fort – és alacsony sorból származó emberek – Alekszandr Danyilovics Mensikov – egyaránt tartoztak, és itt ismerkedett meg holland szeretőjével, Anna Monsszal is. Viszonyuk körülbelül tíz évig tartott. Baráti körével nemegyszer az ortodox hierarchiát figurázta ki: ivókörét „a leghóbortosabbak, legeslegtréfásabbak és legeslegrészegesebbek zsinatának” nevezte, élén a „hercegpápa” avagy a „fő-főbohócságú pátriárka” állt. Emellett hajók iránti szenvedélyének hódolt: első tengeri útja, egy 1693-as arhangelszki látogatás hatására negyvennégy ágyús fregatt építésére adott megrendelést holland hajómestereknek. Életvitele miatt és amiatt, hogy a külföldiek társaságát kereste és az ő tanácsaikat fogadta meg, csakhamar nemcsak az orosz főnemesség, hanem Natalja Nariskina, Jevdokija Lopuhina és általában a közhangulat is az ifjú cár ellen fordult.

### Magánélete
Gilbert Burnet skót filozófus, Salisbury püspöke személyesen megismerhette a cárt ennek angliai tartózkodása alatt. A püspök az orosz uralkodót „rendkívül heves vérmérsékletűnek, lobbanékonynak, indulatosságát felettébb brutálisnak találta; olyan embernek, aki természetéből adódó ingerlékenységét nagy mennyiségű brandy fogyasztásával fokozta.” Több mint két méter magas volt; hosszú termete figyelemre méltó fizikai erővel párosult. Kerülte a szertartásosságot, a pompát – míg kegyencei fényűző palotákban éltek, ő egyszerű faházban vagy szerény udvarházban. Életmódja ennek ellenére nem volt visszafogott: tivornyái és nőügyei megbotránkoztatták a közvéleményt. Christopher Wren építész távozásuk után kiszámította, hogy Péter és társasága mekkora kárt okozott a nekik szállást adó Sayes Court udvarházban: 300 ablaktáblát törtek be, 21 képet szétzúztak, a konyha padlóján valamit felrobbantottak, és a kertben folytatott lovasjáték eredményeként összetörtek három talicskát és tönkretették a magyalsövényt – a kár értéke több, mint 350 fontra rúgott. A cárnak rendkívüli étvágya volt, s az alkoholt egyáltalán nem vetette meg. Erre Louis de Rouvroy, Saint-Simon hercege így emlékezett: „Szinte lehetetlen felidézni, amit két rendes étkezése során evett és ivott, nem beszélve a sörről, limonádéról és más italokról, melyeket az étkezések között leengedett a torkán – és ebben kísérete is követte példáját. Megivott egy vagy két üveg sört, még ennél is több bort, és ezt követően időnként likőröket; az étkezés végén pedig olyan erős italokból, mint a brandy, talán egy litert is elfogyasztott – minden étkezésnél körülbelül ugyanennyit.”
Egyik legnagyobb szenvedélye a hajóépítés volt. A nagy követség során, hollandiai tartózkodása alatt hajóácsként dolgozott a zaandami Rogge cégnél és Amszterdamban a Holland Kelet-indiai Társaságnál. Tanoncfüzetei tanúskodnak szorgalmáról és a mesterség valamennyi ága iránti buzgalmáról. A hajóépítés mellett különféle kézműves mesterségekért – esztergályosság, kőfaragás, festés, rézmetszés –, valamint a fogászatért is lelkesedett: amatőr fogászként udvaroncokat és közemberek is kezelt. Kedvét lelte a törpenövésűekben vagy az egyéb fizikai rendellenességgel születettekben, „rendkívül nagylelkűen és szokatlan kegyetlenséggel tudott bánni velük.” Testvérei közül féltestvér bátyja, III. Fjodor mindig meleg szívvel volt Péter öccse iránt.

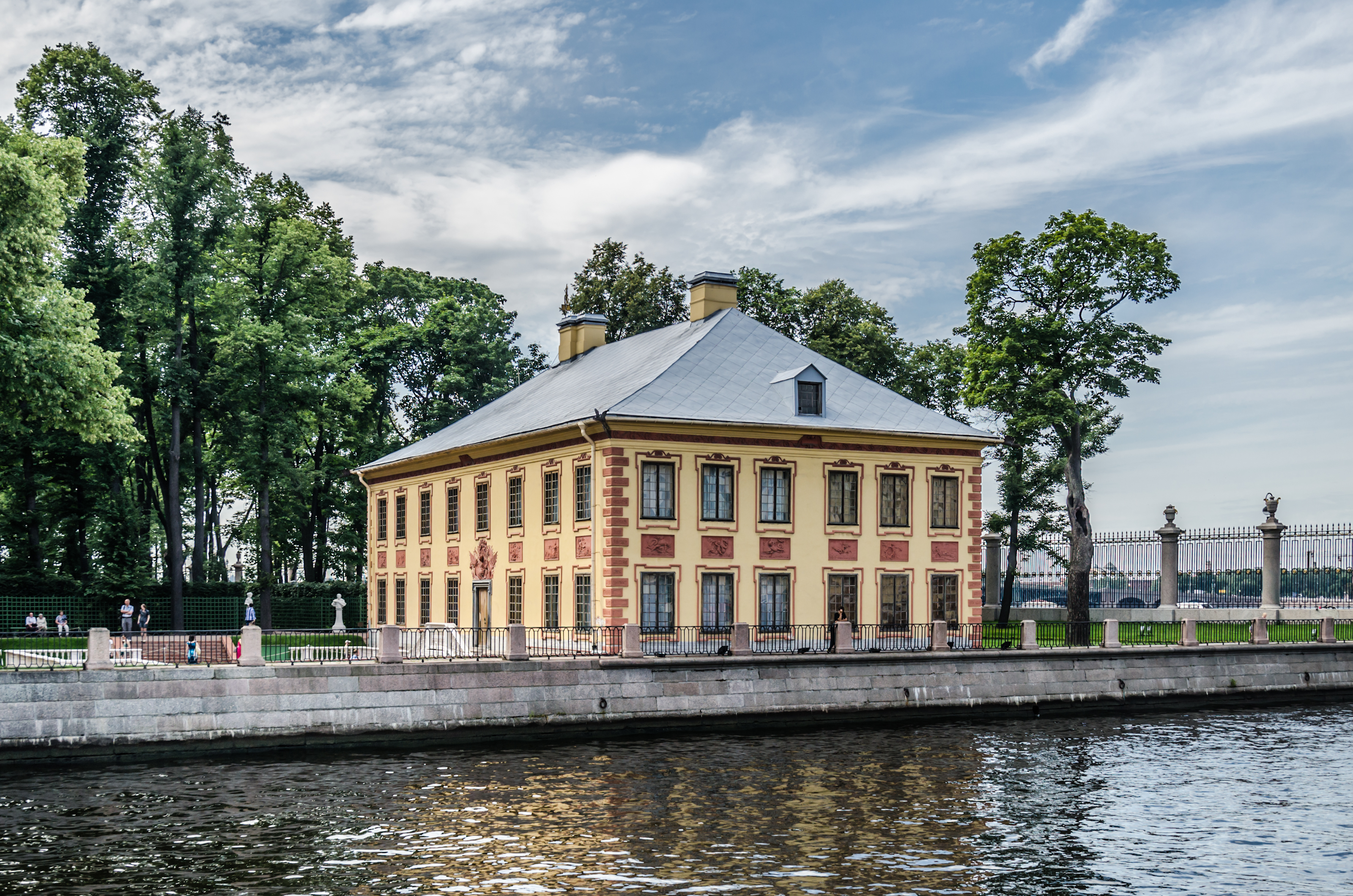
I. Péter Nyári palotája Szentpétervárott

Szentpétervár alapítását követően a cár 1703–1708 között egy egyszerű, háromszobás faházban lakott a Néva partján. Az új főváros első palotája, a Domenico Trezzini építette Nyári palota 1714-ben készült el. A cári család beköltözése után I. Péter a szerényen berendezett földszinti szobákat, a cárné és a gyermekek a némileg fényűzőbb emeleti helyiségeket használták.

#### Második házassága
Első feleségétől, Jevdokija Fjodorovna Lopuhinától 1698-ban elvált és kolostorba kényszerítette. Ezután fontolgatta, hogy feleségül veszi vesztfáliai gyökerű holland ágyasát, Anna Monst, kapcsolatuk azonban 1703-ra kihűlt. Körülbelül ezidőtájt ismerkedett meg a lengyel-litván parasztcsaládból származó Marta Helena Skowrońskával (1684–1727). A fiatal nő akkor került kapcsolatba az oroszokkal, mikor azok bevették Marienburgot; ezután áttért az ortodox hitre és felvette a Katalin (Jekatyerina Alekszejevna) nevet. Alekszandr Danyilovics Mensikov hercegnek, a cár barátjának és bizalmasának udvartartásába került, itt ismerkedett össze I. Péterrel. Skowrońska a cár szeretője lett. Jó hatással volt a cár kedélyingadozásaira, jelenléte lecsendesítette a hirtelen dühkitörésekre hajlamos Pétert. 1707 novemberében titokban, majd 1712. február 9-én hivatalos és ünnepélyes keretek között is összeházasodtak. Tizenkét gyermekük született, hat fiú és hat leány, de csak ketten – Anna és Jelizaveta – érték meg a felnőttkort.
Egyetlen örökösének halála után I. Péter fontolgathatta második felesége elhagyását egy új házasság és abból származó fiúgyermek reményében, ám végül kitartott hitvese mellett, és 1724. május 7-én császárnévá koronáztatta. Röviddel ezután a cár és a cárné viszonya megromlott: I. Péter korábbi szeretőjének, Anna Monsnak a fivére, Willem Mons a cárné bizalmasa volt, és I. Péter nehezményezte ezt a barátságot, továbbá azt, hogy Mons a cárnéval való kapcsolatát saját érdekeinek és anyagi helyzetének előmozdítására használta fel. Monsot végül 1724 novemberében korrupció vádjával letartóztatták és kivégezték.

#### Kapcsolata a cáreviccsel
I. Péternek hosszú ideig a legidősebb fia, Alekszej Petrovics nagyherceg volt az egyetlen örököse, mert bár első feleségétől született még két fiúgyermeke, ők csecsemőként elhunytak. Alekszej Petrovics istenfélő, a vallásosságban elmélyedő fiatalember volt; körülötte és száműzött anyja körül csoportosultak a Nagy Péter-i reformokat ellenző bojárok és egyházi méltóságok. Hitvese, Sarolta Krisztina braunschweig–wolfenbütteli hercegnő egy leányt és egy fiút hozott a világra, mielőtt 1715 októberében meghalt volna. Kevesebb, mint egy hónappal Alekszej Petrovics fiának születése után, 1715 novemberében I. Péternek is fiúgyermeke jött világra Pjotr Petrovics személyében. Testvéreitől eltérően a csecsemő nem halálozott el szinte azonnal, a jelek arra mutattak, hogy megéri a felnőttkort. A trónutódlás ilyenformán már nem csak Alekszej Petrovicstól függött.
I. Péter és Alekszej Petrovics viszonya ezután mindinkább elmérgesedett. A cár kitagadással és kolostorba záratással fenyegette meg a nagyherceget, aki ettől tartva szeretőjével előbb Bécsbe, majd Nápolyba menekült. 1717 októberében a cár embere rátalált a cárevicsre, és sértetlenséget ígérve neki rábírta a hazatérésre, hogy otthon erőszakkal lemondassák a trónról. I. Péter összeesküvést sejtett fia szökése mögött; az ügy felderítésére titkos kancelláriát alapított. Kényszer hatására Alekszej Petrovics ötven „cinkostársról” vallott – őket hiába vetették alá kínzásnak, az összeesküvésre nem találtak bizonyítékot. Miután szeretője elárulta, Alekszej Petrovics beismerő vallomást tett egy apja elleni lázadásról. A szenátus halálra ítélte, de még az ítélet végrehajtása előtt, 1718. július 7-én a további kínzások hatására összeesett és meghalt.

#### Gyermekei

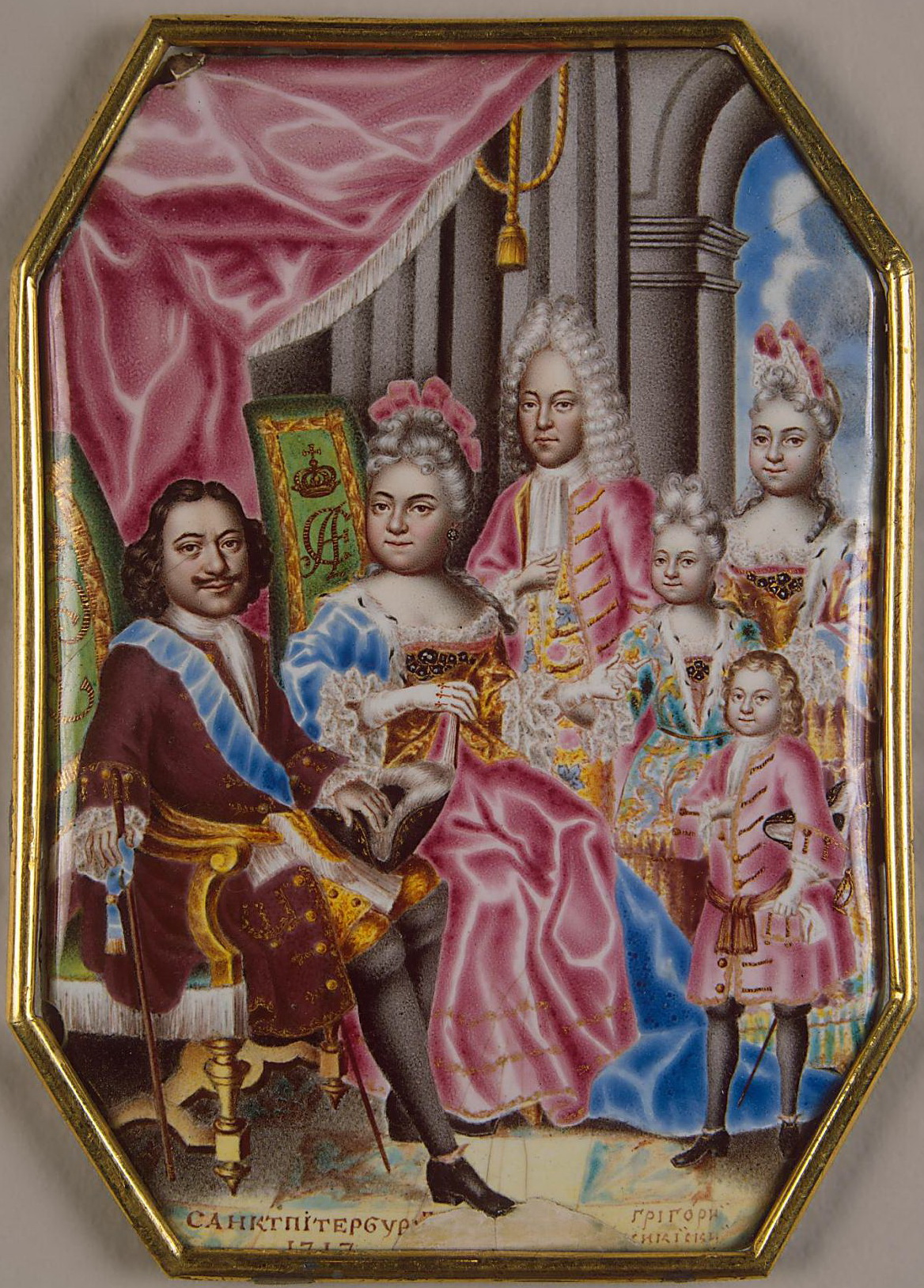
Medálkép a cári családról
(Grigorij Szemjonovics Muszikijszkij, 1717)

|                                  | Született            | Meghalt           | Megjegyzés                                                     |
| -------------------------------- | -------------------- | ----------------- | -------------------------------------------------------------- |
| Jevdokija Fjodorovna Lopuhinától |                      |                   |                                                                |
| Alekszej Petrovics               | 1690. február 18.    | 1718. július 7.   | Felesége Sarolta Krisztina braunschweig–wolfenbütteli hercegnő |
| Alekszandr Petrovics             | 1691. október 13.    | 1692. május 14.   |                                                                |
| Pavel Petrovics                  | 1693                 | 1693              |                                                                |
| Marta Skowrońskától              |                      |                   |                                                                |
| Pjotr Petrovics                  | 1704                 | 1707              | Házasságon kívül született gyermek                             |
| Pavel Petrovics                  | 1705                 | 1707              | Házasságon kívül született gyermek                             |
| Jekatyerina Petrovna             | 1706                 | 1708              | Házasságon kívül született gyermek                             |
| Anna Petrovna                    | 1708. február 7.     | 1728. május 15.   | Férje Károly Frigyes holstein–gottorpi herceg                  |
| Jelizaveta Petrovna              | 1709. december 29.   | 1762. január 5.   |                                                                |
| Natalja Petrovna                 | 1713. március 20.    | 1715. május 27.   |                                                                |
| Margarita Petrovna               | 1714. szeptember 19. | 1715. június 7.   |                                                                |
| Pjotr Petrovics                  | 1715. november 15.   | 1719. április 19. |                                                                |
| Pavel Petrovics                  | 1717. január 13.     | 1717. január 14.  |                                                                |
| Natalja Petrovna                 | 1718. augusztus 31.  | 1725. március 15. |                                                                |
| Pjotr Petrovics                  | 1723. október 7.     | 1723. október 7.  |                                                                |
| Pavel Petrovics                  | 1724                 | 1724              |                                                                |

## Uralkodása
Anyja 1694-ben bekövetkezett halála után Péter mind nagyobb szerepet vállalt az ország irányításában. 1695-ben hadjáratot indított a törökök ellen Azov elfoglalására. Azov birtokában nemcsak a Krími Tatár Kánságot lehetett elvágni az Oszmán Birodalomtól, hanem a város egyszersmind orosz tengerparti támaszpontként is szolgálhatott. Tavasszal a törökök figyelmének elterelésére nagyobb haderőt vezényelt a Krímbe, míg ő maga egy kisebb, ámde korszerűen felszerelt elit egységgel Azov ellen indult. Az első ostrom szeptemberben visszavonulással végződött; ebből okulván a cár hajóflotta építésébe fogott, hogy hajóblokád segítségével vehesse be a várost. A Voronyezsben létesített hajóépítő műhelyekben maga az uralkodó is dolgozott. Az 1696 tavaszán–nyarán zajló második kísérlet már sikerrel járt, a szárazföldi és vízi csapatok egyesült erejével, az osztrákok küldte aknászok közreműködésével az oroszok július 19-én bevették Azovot. A várostól nyugatra a cár megalapította az orosz haditengerészet első támaszpontját, Taganrog kikötőjét. A hadiflotta építését a bojár duma 1696. őszi határozatai is megerősítették. Ezenközben Péter egyeduralkodóvá lett: cártársa, V. Iván az év január 29-én elhunyt.

### Külpolitika

#### A nagy követség és a nyugatosítási program
I. Péter cár egyik legfőbb külpolitikai törekvése volt, hogy Oroszország a nemzetközi közösség elismert tagjává legyen. Erőfeszítéseinek köszönhetően 1725-re több, mint 20 állandó orosz diplomáciai képviselő tartózkodott az európai fővárosokban.
1697–98-ban I. Péter az utóbb „nagy követségnek” nevezett európai körutazásra indult. A külügyi hivatal 1696. december 6-án jelentette be, hogy követség meneszttetik Németországba, Hollandiába, Angliába és Velencébe; a követségnek a cár Pjotr Mihajlov álnéven volt tagja – inkognitója külföldön hamar lelepleződött. Elsősorban a fejlettebb nyugati technológiát akarta tanulmányozni, emellett azonban diplomáciai motivációi is voltak, nevezetesen az osztrákokkal és a velenceiekkel tárgyalni a törökellenes Szent Liga bővítéséről és esetleges hadjáratairól a Balkánon. Utóbbi téren nem könyvelhetett el sikereket: II. Károly spanyol király egészségi állapotának és betegségének fényében a spanyol trónutódlással elfoglalt I. Lipót német-római császárt nem sikerült meggyőznie a törökellenes harcok támogatásáról. Ugyan Brandenburgban 1697 júliusában megköttetett egy barátsági szerződés, de a poroszok sem vállalták a katonai segítségnyújtást a törökök ellen. Katonai szövetségesek híján az oroszok 1700-ban békét kötöttek az oszmánokkal, minek folyományaként Azov a kezükön maradhatott, de a Dnyeszter alsó folyása mentén álló orosz erődöket le kellett rontaniuk. A diplomáciai eredménytelenség dacára a nagy követség meghatározó jelentőségű Oroszország történelmében: a cár a körúton tapasztaltak hatására kezdett bele hazatérte után erőltetett nyugatosítási programjába. A katonai és műszaki szakemberek mellett fegyverekkel, tudományos műszerekkel és szerszámokkal tért vissza hazájába. Hollandiában és Angliában is mindenekelőtt a hajózás és a technikai újítások érdekelték; a kultúrára vagy a politikai vívmányokra – úgymint az angol parlamentáris monarchiára – érzéketlen volt.
Az 1699-ben, részben a nyugatosítástól való félelem miatt kitört sztreleclázadás visszaszólította a cárt Oroszországba. Mire Krakkóig ért, a felkelést elfojtották, így a cár megszakította utazását és találkozott az új lengyel uralkodóval, II. Ágosttal. Az eredetileg szász választófejedelem az oroszok lekötelezettje volt, amennyiben I. Péter őt támogatta François-Louis de Bourbon-Conti francia herceggel szemben a III. János halálával megürült trónért való viszályban. A lengyelekkel folytatott sikeres tárgyalások eredményeként megszületett a svédellenes szász–lengyel–dán–orosz szövetség. Miután augusztusban megérkezett Moszkvába, I. Péter kivizsgáltatta a sztreleclázadást. Ennek eredményeként kíméletlenül leszámolt a sztrelecekkel: körülbelül ezer lázadót kivégeztetett, az ezredeket feloszlatta, tagjait vidéki száműzetéssel sújtotta. Szofja Alekszejevna részvételét a felkelésben ugyan nem támasztották alá bizonyítékok, a gyanakvó uralkodó azonban apácafátylat kényszerített nővérére. A nagyhercegnő kolostorszobájának ablaka elé megcsonkított sztrelechullákat lógattatott. Feleségét, Jevdokija Fjodorovnát szintúgy zárdába kényszerítette. A lázadással kapcsolatos nyomozással egyidejűleg a cár hozzáfogott nyugatosítási elképzeléseinek megvalósításához: a hivatalnokokat és az udvaroncokat rendelet kötelezte a nyugati öltözék hordására, a szakállviselést a nemeseknek és hivatalnokoknak évenként 100, az udvaroncoknak és szegényebb kereskedőknek 60, a városlakóknak 30 rubeles, míg parasztoknak a városba való belépéskor fizetendő ½ kopekes adó terhelte. Egy alkalommal előfordult, hogy az uralkodó saját kezűleg vágta le az őt meglátogató nagyurak szakállát. 1699 decemberében naptárreformot vezettek be: az addig szeptember 1-jére eső újév átkerült január 1-jére; az Európában használatos, ámde katolikusnak, azaz eretneknek tekintett gregorián naptár helyett mindazonáltal a julián maradt érvényben. 1702-ben megszűnt az a gyakorlat, hogy a cári család nőtagjai a világtól elzártan élnek a Tyerem-palotában, ettől fogva az udvari hölgyek hivatalosak voltak a társadalmi eseményekre.

#### A nagy északi háború első része, Szentpétervár alapítása
A törökök elleni háború lezárásával I. Péter figyelme az északi szomszéd, Svédország felé fordult. Ahhoz, hogy Oroszország kitörhessen évszázados elszigeteltségéből, tengeri kijáratra volt szüksége – erre a Fekete-tenger nem, a Balti-tenger azonban alkalmas lett volna, csakhogy utóbbit a svédek ellenőrizték. A balti térnyerés érdekében létrejött egy lengyel–dán–orosz szövetség; az oroszok azonban addig nem szállhattak hadba, amíg pontot nem tettek a török konfliktus végére. Hosszú diplomáciai előkészítés után a konstantinápolyi pátriárkának köszönhetően végül 1700. augusztus 9-én békét kötöttek a Portával. Augusztus 12-én I. Péter támadást indított a svédek ellen; ám novemberben a Narva elleni ostrom annak ellenére fulladt kudarcba, hogy az oroszok létszámfölényben voltak a svédekkel szemben. Szerencséjükre XII. Károly svéd király nem használta ki a győzelem nyújtotta lehetőséget az ellentámadásra, helyette az általa veszélyesebbnek ítélt lengyelek ellen vonult hadba. A narvai fiaskó rávilágított az orosz hadsereg elmaradottságára: egyrészt a katonák képzetlenségére, másrészt a fegyverek elavultságára. Ennek orvoslására 1701-ben hadi reformokra került sor: tüzériskola létesült, új uniformissal és az angol mintát követő kovás muskétával látták el a katonákat. A fegyvergyártást is felpörgették, ennek eredményeként a narvai vereség utáni évben Oroszország már több ágyút gyártott, mint Svédország. 1702–03-ban létesültek a balti flotta első hajóépítő műhelyei; az Admiralitás 1704 novemberében létrehozott műhelyei a 18. század első negyedének végére már Európa legnagyobb hajóépítő üzemei voltak. 1705-től húsz háztartásonként egy újoncot soroztak be – ez körülbelül 45 000, más források szerint 20 000 regrutát jelentett, akiket nyugat-európai mintára képeztek ki és szerveztek ezredekbe. A hadsereg kiállítását megnehezítette a sorozás elől eleve elmenekülők, illetve a hadseregből megszökők rendkívül magas száma: 1718-ban például húszezer újonc volt szökésben. Szintén 1705-höz kötődik a „tengeri ezredek”, azaz a balti flotta tengerészgyalogságának felállítása.

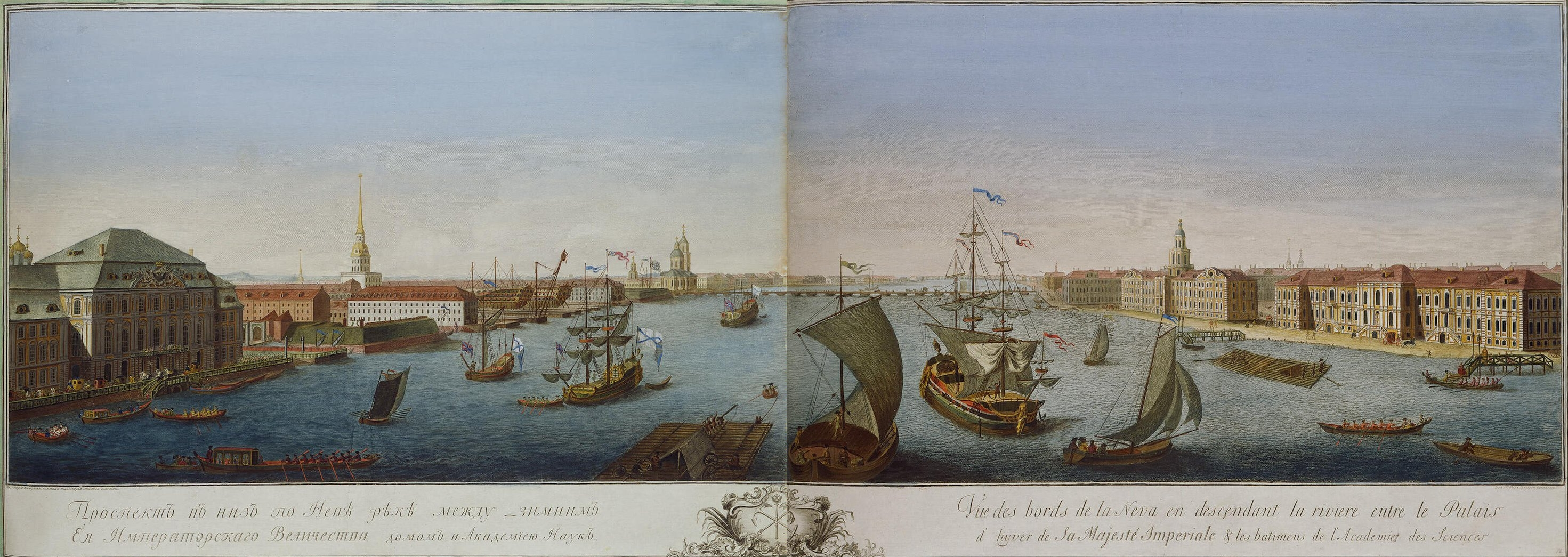
A birodalom új fővárosa, Szentpétervár 1753-ban (Mihail Ivanovics Mahajev)

1702-től a hadiszerencse az oroszok mellé szegődött a svédekkel szemben: a gyengén védett balti-tengeri erődök ellen intézett támadások közül több győzelemmel végződött, majd 1703 májusában elfoglalták a Néva deltáját, megnyitva az utat a Finn-öbölhöz, egyúttal megteremtve a lehetőséget egy új kikötőváros és egyben főváros, a majdani Szentpétervár felépítésére. A cár „égi patrónusáról”, Szent Péter apostolról elnevezett település első kőépítménye a Nyúl-szigeten létesített Péter–Pál-erőd volt. Folyótorkolatról lévén szó a város számára kiszemelt terület ingoványos volt, és az építkezést jelentősen nehezítette, hogy fának ugyan nem, de a kőnek és a munkaerőnek teljesen híján volt. Éppen ezért rendelet tiltotta, hogy Szentpéterváron kívül kőházak épüljenek az országban. A város felhúzásához kirendelt újoncok, jobbágyok, hadifoglyok és bűnözők tömegével haltak meg a mostoha körülmények – járványok és rossz élelmezés – miatt. Sem a bojárok, sem a közemberek nem költöztek oda szívesen a későbbiekben sem: a nemesek ragaszkodtak a régi fővároshoz, Moszkvához, másokat a nehézkes áruellátás és a szállítmányozás körülményessége miatti magas termékárak riasztottak el. A cár és családja 1710-ben költözött a városba, mely ezután két évvel, 1712-ben hivatalosan is Oroszország fővárosa lett egészen 1918-ig.
1704–1706-ban az oroszok hadjárata az észt, livóniai és kurlandi területekért zajlott. Ezenközben a svédek a lengyelekkel háborúztak, ám a sorozatos csatavesztések eredményeként II. Ágost lengyel király 1706-ban lemondott királyi címéről és feladta az oroszokkal kötött szövetséget. I. Péter – „lojális lengyel királyt keresvén” – rövid ideig tárgyalt II. Rákóczi Ferenccel, noha az oroszoknak nem állt érdekében a Habsburgokkal való jó viszony megbontása, s végül kitartottak II. Ágost mellett. XII. Károly svéd király ezenközben ismét Oroszország ellen fordult. A korábbi felállástól eltérően azonban az oroszok felkészültebbek voltak, míg a svédeket kimerítette a lengyel háborúskodás. 1708 elején indították meg inváziójukat Oroszország ellen. I. Péter a visszavonulás stratégiáját alkalmazta, a vidéket letarolva az ország közepe felé csalogatta az ellenséget. Októberben az oroszok szétkergették a svéd utánpótlás menetoszlopát Lesznaja mellett, a svédeknek így kellett szembenéznie a szokatlanul kemény téllel. XII. Károly ugyan feladta eredeti tervét a Moszkva elleni hadjáratról, de visszavonulás helyett Ukrajna felé menetelt. A kozákok és vezetőjük, Ivan Sztepanovics Mazepa hetman szövetségében reménykedett, azonban a hozzá csatlakozó kozákok száma nem érte el a kétezret, s az oszmánok sem nyújtottak neki segítséget. A svédek Poltava alá vonultak abban a reményben, hogy ott a legyengült sereg ellátmányhoz juthat. Áprilisban ostrom alá vették a várost. Az orosz felmentősereg megérkezése után június 27-én került sor a döntő ütközetre: a svédek megsemmisítő vereséget szenvedtek. XII. Károly ugyan túlélte az ütközetet, de kénytelen volt török földön menedéket keresni és egészen 1714-ig ott maradni. Hadjáratának ily módon vége szakadt.

#### A törökök elleni háború, a nagy északi háború második része

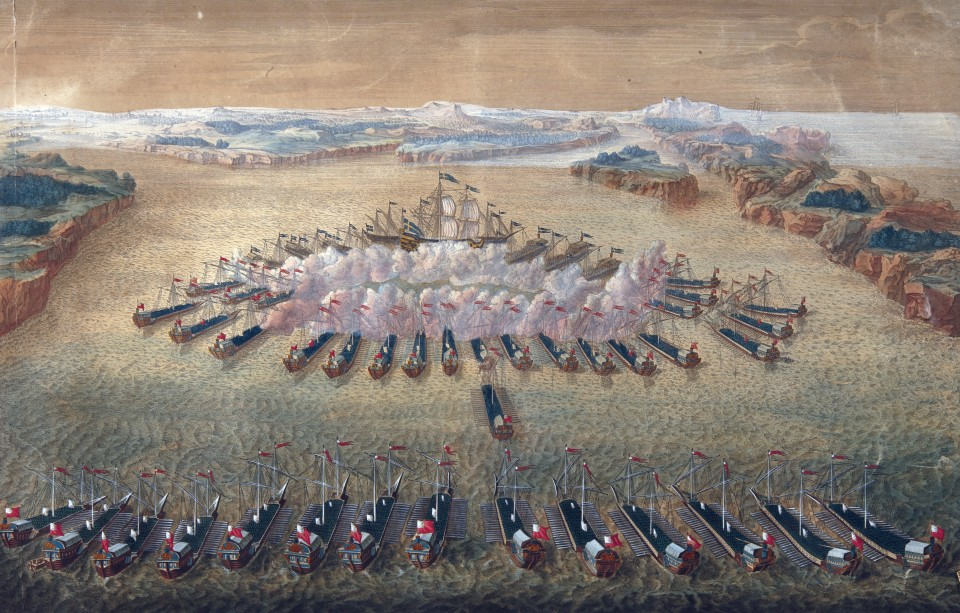
A ganguti tengeri összecsapás 1714-ben a Hanko-félsziget mellett

A svéd fenyegetés elhárultával I. Péter támogatta II. Ágostot a lengyel trón visszaszerzésében, és befejezte Livónia és Karélia meghódítását: az oroszok 1710-ben bevették Rigát, Viborgot és Revalt. Az oszmánokhoz menekült XII. Károly ezenközben szüntelenül az oroszok ellen hangolta befogadóit. Tanácsára III. Ahmed oszmán szultán 1710 novemberében hadat üzent Oroszországnak. 1711. július 7-én a cár vezette orosz csapatokat a túlerőben lévő törökök körbezárták a Prut folyónál. A helyzet kilátástalansága miatt I. Péter tárgyalásokat kezdeményezett. Pjotr Safirov nevű követe sikerességének köszönhető, hogy az oszmánok szabta feltételek enyhébbek voltak a vártnál: Azov, Taganrog és a Dnyeper menti erődök feladása, tartózkodás a lengyel ügyekbe való beavatkozástól, ezenfelül XII. Károly hazatérésének biztosítása. A pruti megállapodást az 1713-as drinápolyi békében erősítették meg.
Az oszmán háború kedvezőtlen alakulása után az 1713–14-es, a svéd fennhatóság alatt álló finn területek elleni hadjárat szerencsésebben alakult I. Péter számára. Az 1714. március 2-i napuei győzelmet követően Finnország az északi háború hátralevő részére orosz megszállás alá került; augusztus 7-én, a ganguti csatában pedig az orosz flotta először aratott fontos győzelmet.
1718-ban az oroszok és a svédek béketárgyalásokba kezdtek a nagy északi háború lezárására, ám az egyeztetéseknek még ebben az évben véget vetett XII. Károly halála. Utódja, Ulrika Eleonóra svéd királynő a háború folytatása mellett határozott, mivel reménykedett az európai nagyhatalmak segítségében az oroszok ellen. 1720. augusztus 7-én a grengami tengeri ütközetben a balti orosz flotta vereséget mért a svédekre; az orosz csapatok a szárazföldön is előrenyomultak. A tarthatatlan helyzet tárgyalóasztalhoz kényszerítette a svédeket: 1721. szeptember 10-én a nystadi béke zárta le a nagy északi háborút. Oroszország megtarthatta az elfoglalt területek túlnyomó részét, vagyis Ingriát, Észtországot, Livóniát és Karéliát; le kellett mondania viszont az Åland-szigetekről.

#### A második európai út
1716–17-es második külföldi utazása során az orosz cár járt Koppenhágában, Amszterdamban, Párizsban és Berlinben. A párizsi Lesdinguières szállodában találkozott a gyermek XV. Lajos francia királlyal; és a francia Akadémia tagja lett. I. Péter reménykedett benne, hogy eltávolíthatja egymástól a franciákat és a svédeket, ám e téren nem járt sikerrel. Ugyanígy nem lett semmi a franciákkal kötni óhajtott dinasztikus szövetségből sem. Utazásának egyetlen diplomáciai eredménye az Amszterdamban kötött háromoldalú barátsági megállapodás az oroszok, a franciák és a poroszok között, de ez sem tartalmazott katonai kötelezettségvállalást. 1717 októberében tért vissza Szentpétervárra.

#### Ázsiai kapcsolatok
I. Péter uralkodása alatt Oroszországé lett Kamcsatka és a Kuril-szigetek. Uralkodásának vége táján kapott tőle megbízást Vitus Bering dán felfedező annak felderítésére, hogy van-e szárazföldi összeköttetés Észak-Amerika és Szibéria között.
Voltak ugyan kísérletek az orosz–kínai kereskedelem bővítésére, ám ezek nem váltották be a hozzájuk fűzött reményeket. Az 1692-ben és 1719-ben Pekingbe küldött követek nem tudtak koncessziót szerezni. Ugyanígy sikertelen volt a hivai és buharai kánság fölötti védnökség megszerzésére tett erőfeszítés is. A Perzsia elleni 1722–23-as hadjárata nyomán viszont Oroszország elfoglalta Derbentet és Bakut, és ha bizonytalanul is, de megvetette a lábát a Kaszpi-tenger nyugati partján.

### Belpolitika

#### Pénzügyi reformok és lázadások
I. Péter gazdasági újításai látszólag illeszkednek a nyugatosítási programba, holott a reformok célja az Európától való függetlenedés volt többek között a vas- és fémbehozatalban vagy a fegyverimportálásban. E cél meg is valósult: két évvel a cár halála után a külkereskedelem 60%-át tette ki az export. Intézkedései merkantilista jellegűek voltak, noha kormányzata elsősorban a már megvalósult gyakorlatokat vette át anélkül, hogy magával az elmélettel tisztában lett volna. Nagy Péter gazdaságpolitikáját olykor „doktrínák nélküli merkantilizmusnak” nevezik.
Körülbelül 200 manufaktúrát alapított a legkülönfélébb iparágakban; a legnagyobbak az uráli vaskitermeléssel és fémfeldolgozással foglalkozók voltak, de jelentősek a cement-, a cukor- és a papírgyártó manufaktúrák is. Ezek állami megrendelésre és felügyelet alatt működtek, dolgozóik jobbágy kényszermunkások voltak. Dacára a komoly erőfeszítéseknek, több vállalkozása nem hozta meg a kívánt eredményt: a kezdetleges orosz textilipar nem bírt az európaival versenyezni, és nem sikerült meghonosítani sem a selyem- és gobelinszövést, sem a velencei tükrök gyártását. Az udvar befolyásos tagjai is alapítottak gyárakat, de ezek rendszerint hamar tönkrementek, a rájuk szánt pénzeket elsikkasztották, az esetleges nyereséget nem forgatták vissza a termelésbe, hanem az ingó vagyon időnkénti megadóztatása elől külföldre menekítették. Mindezek miatt nem alakult ki tőkés, gyáros nagyvállalkozói réteg sem.
Az ipar mellett a mezőgazdaságra kevesebb figyelmet fordított. Meghonosította a burgonyatermesztést, pártolta a kender és a len termesztését, valamint – a hadsereg ruházására tekintettel – a juhtenyésztést; átütő eredményeket azonban nem mutatott fel e téren.
A hadviselés és a katonai fejlesztések tetemes összegeket – egyes becslések szerint még békeidőben is az éves költségvetés kétharmadát – emésztettek fel. A korai reformokat követően 1718-ban megalakult a hadihajók építéséért és felszereléséért felelős Admiralitás; a hajóépítő műhelyben körülbelül 10 000 munkás dolgozott. A beruházások mértékét mutatja, hogy 1725-re 86 ágyú- és vasgyár, valamint 15 textilgyár működött az országban, és ezek nagy része állami pénzből épült fel; illetve hogy Oroszországnak ekkor 800 gályából és sorhajóból álló flottája volt. A kiadások kezelésére az uralkodó megkövetelte, hogy a kormányhivatalok vezessenek pontos elszámolást, és 1710–11-ben először költségvetést is készítettek. A költségek fedezésének érdekében pénzrontással próbálkoztak (az 1670-es évekhez képest a rubel 50%-kal leértékelődőtt), adóemelést hajtottak végre, emellett új adókat – így például a négyszeres bevételt eredményező 1718-as fejadót – és állami monopóliumot vezettek be többek között a hámkészítésre, a kártya- és tükörgyártásra, a koporsók készítésére, az esküvők rendezésére és a fürdők fenntartására. A kaotikus adórendszert 1724-ben, a lelkek szerinti adózás bevezetésével egységesítették.
| Oroszország költségvetése (rubelben) | Oroszország költségvetése (rubelben) | Oroszország költségvetése (rubelben) | Oroszország költségvetése (rubelben) | Oroszország költségvetése (rubelben) |
|                                      | 1710 körül                           | 1722                                 | 1724                                 | 1725                                 |
| ------------------------------------ | ------------------------------------ | ------------------------------------ | ------------------------------------ | ------------------------------------ |
| Éves bevétel                         | 3 millió                             | 7 millió 850 ezer                    | 8 millió 654 ezer                    | 10 millió                            |
| Kiadások a hadseregre                | 3,3 millió                           |                                      | 6 millió                             |                                      |

Az adók mellett a lakosságra az újoncok sorozása és a kényszermunka is nagyon súlyos terhet rótt. Mindezek miatt lázongások törtek ki. 1700–1710 között I. Péternek számos vidéki megmozdulást kellett elfojtania, ezek közé tartozott az 1705–06-os asztraháni felkelés, a doni kozákok 1707–08-as zendülése, valamint az 1708–10 közötti, Közép- és Nyugat-Oroszországban kirobbant parasztfelkelések. Ezek közül az 1707–08-as, vezetője után Bulavin-felkelésnek nevezett volt a legjelentősebb. A doni kozákok egyik atamánja, Kondratyij Afanaszjevics Bulavin 1707 októberében robbantotta ki felkelését a Don-vidéken; az ellenállás rövidesen átterjedt a Dnyeperre és Zaporozsjéra, illetve az alsóbb néprétegekre is. Bulavint ugyan 1708-ban maguk a kozákok megölték, ám a cári hadseregnek hosszú időbe került felszámolni az elkülönölten harcoló kozák egységeket. Ellene lázadó alattvalóin kívül I. Péter a politikai ellenfeleivel is leszámolt. Ebben a Preobrazsenszkij kormányszék volt segítségére: az eredetileg az azonos nevű ezred ügyeinek intézésére felállított hivatalból politikai rendőrség lett. 1714-ben rendeletben határozták meg a politikai bűncselekmény fogalmát, egyúttal pénzbeli jutalom felajánlásával buzdították besúgásra a lakosságot.

#### Kormányszervezet és közigazgatás
I. Péter 1708-as közigazgatási reformja arra az égető problémára próbált megoldást találni, hogy a burjánzó korrupció miatt a befizetett adók igen nagy hányada sosem jutott el az államkincstárba. 1708-ban az ország területén nyolc nagy kormányzóság (gubernyija) jött létre, élükön a rendfenntartásért, az utak karbantartásáért, az igazságszolgáltatásért és az adózásért felelős kormányzóval. Az így kialakított közigazgatási rendszer szembement az addigi orosz uralkodók centralizáló törekvéseivel – s nem kevés kockázatot rejtett magában, hogy a gubernátorok országnyi területek felett kaptak ellenőrzést. Az uralkodó távolléte alatt a kormányzás nem működött kielégítően; ennek orvoslására született meg 1711 februárjában a szenátus. A kilenc tagot számláló testület átvette a bojár duma szerepét, felügyelte a kormányzókat, rendeletekbe foglalta a cár modernizációs elképzeléseit, mindemellett legfelsőbb bíróságként is funkcionált. A szenátus nem volt képes elvégezni a rábízott teendőket, részben tagjai alkalmatlansága miatt: egyikük írástudatlan volt, két másikukat utóbb korrupció vádjával vonták felelősségre.
Az adócsalás és a korrupció felszámolására a cár 1711-ben kincstári vagyonkezelőkből álló vizsgálótestületet hozott létre. Élére azt az Alekszej Jakovlevics Nyesztyerovot nevezte ki, akit 1724-ben korrupció vádjával végeztek ki.
Az állam- és közigazgatási reformok második, 1718-ban kezdődő szakaszkában I. Péter a svéd berendezkedésről vett példát, és a korábbinál nagyobb körültekintéssel járt el. 1718-ban a kormányzat rendszerét szervezte át. Az addigi kormányszékek (prikaz) szerepét miniszterekből és magas rangú hivatalnokokból bizottságok, úgynevezett kollégiumok vették át. A politikai rendőrség, a Preobrazsenszkij prikaz megmaradt ugyan, de mellette kilenc, specifikus feladatkörrel ellátott és saját hivatalnokgárdával rendelkező kollégium jött létre. Önálló kollégiumot kapott például a haditengerészet: ez lett a híres Admiralitás, melynek élén Fjodor Matvejevics Aprakszin állt. Ez a szisztéma elősegítette a hivatalnoki szakértelem fejlődését, egyben a Szentáus szerepkörének átalakulását is magával vonta: a kollégiumok átvették az operatív munkák jó részét, a Szenátusnak a tanácsadó feladata került előtérbe. 1719-ben a közigazgatás következett: a kormányzóságokat 45, később 50 tartományra, ezeket pedig újabb kerületekre osztotta. A tartományok élén a vajdák, a kerületekén az elöljárók álltak. Ugyanez évben 11 bíráskodási körzetet jelöltek ki; a bírák és a bíráskodói testületek fölött azonban a gubernátorok és vajdák hamar befolyást szereztek. A városi közigazgatási rendszer 1721-ben született meg a közbiztonság megteremtésének szándékával. Az intézkedések foganatosítását a megfelelően képzett és megbízható szakemberek hiánya hátráltatta; az uralkodó emiatt kénytelen volt a katonákra bízni nemcsak ezen feladatokat, hanem a fejadó behajtását is. Szintén ez évben hozta létre a cár a szenátus élén álló főügyész tisztségét, aki nemcsak a fő vagyonkezelő teendőit látta el, hanem a kollégiumokat is felügyelte.

#### Társadalom és kultúra

##### Az oktatás és a nemesség megszervezése

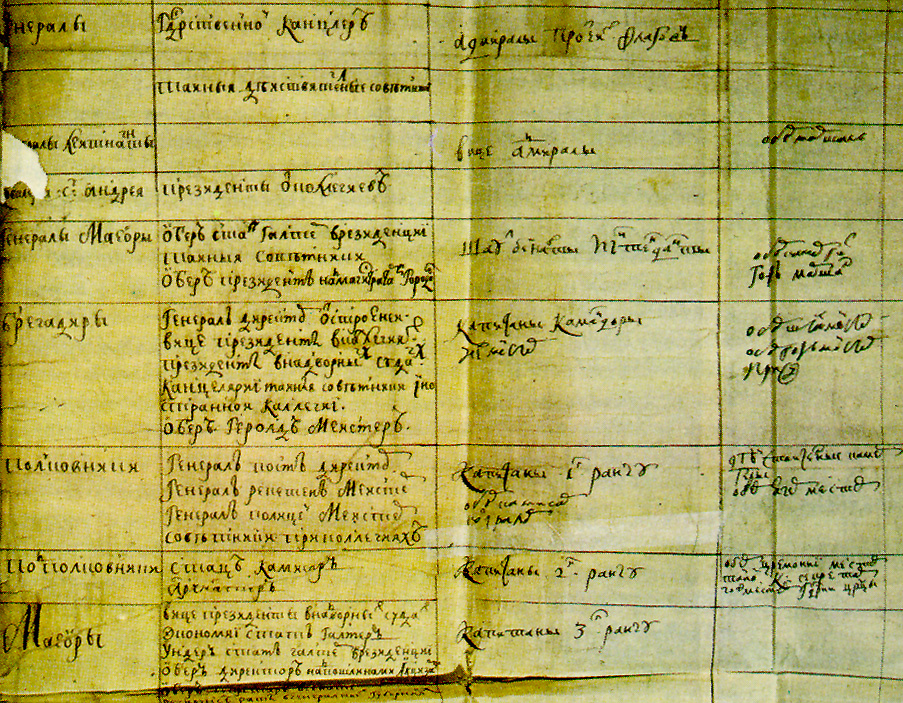
Az 1722-es Rangtáblázat (Табель о рангах, tabel o rangah), a beosztásokat és rangokat szabályozó dokumentum kézirata

Az uralkodó támogatta a gyakorlati tudást közvetítő – például aritmetikai és asztronómiai témájú – könyvek oroszra fordítását. A matematika, a mérnöki tudományok, a bányászat, a navigáció és a sebészet oktatására iskolákat alapított. Az 1701-ben, a moszkvai Szuharev-toronyban létesített matematikai és navigációs iskola volt Európa első reáltanodája, illetve később az 1715-ben Szentpétervárott létrehozott Haditengerészeti Akadémia előkészítőjeként funkcionált. Uralkodása utolsó éveiben tudományos akadémia létrehozását fontolgatta. A szakemberhiány orvoslására fiatalokat küldött külföldi tanulmányutakra – pontos utasításokat adott arra vonatkozóan, az ifjaknak mit kell elsajátítaniuk. 1697 elején körülbelül ötvenen, év végére már mintegy százan utaztak így szerte Európába. A már fennállló Szláv–görög–latin Akadémia mellett navigációs, tüzérségi és mérnöki iskolát, valamint tengerészeti akadémiát alapított, noha ezek inkább voltak alapvető ismereteket nyújtó szakiskolák, semmint felsőoktatási intézmények. Komoly erőfeszítések voltak ugyan az alapfoktú oktatás megszervezésére és az elemi oktatás bevezetésére; ennek sikertelenségét jól mutatja, hogy az első tíz évben 1389 diákból csupán 92 fejezte be a tanulmányait a matematikai iskolákban.
Annak érdekében, hogy valamennyi tagját az állam szolgálatába állíthassa, I. Péter a nemességet mint társadalmi csoportot is szabályozta. 1714-ben egységesítette a jogilag két külön földtulajdonformát, a votcsinát és a pomesztyét, és mindkettőt örökletessé nyilvánította; ám ezentúl a nemesek egyetlen örökösre hagyhatták birtokaikat, a többi fiúgyermek ilyenformán vagy katonai, vagy hivatalnoki pályára kényszerült. A bojárt és az egyéb hagyományos címeket lecserélte a nyugati stílusú bárói, grófi és hercegi ranggal. 1722-ben svéd, dán és porosz mintára megtörtént a rangfokozatok szabályozása: a fegyveres erőknél, az udvarnál és az államigazgatásban teljesített szolgálatnak megfelelően három osztály jött létre, mindegyik osztályon belül 14 ranggal. Az első nyolc osztályba soroltak örökletes, az alsó hatba tartozók személyes nemességet kaptak. A társadalmi státus ilyenképpen a szolgálat függvénye lett, noha az új rendszerbeli örökletesek nagy hányadát a régi nemesség tette ki. A Rangtáblázat fémjelezte rendszerben a nemesi családok száma bővült, megkezdődött a felső réteg egységesülése. A nemesek számára kötelező lett az oktatás, alapfokú képesítés hiányában nem lehetett megnősülni.

##### A nem nemesi osztályok helyzete
I. Péternek nemcsak a nemesség, hanem az alsóbb néprétegek homogenizálására is gondja volt. Az 1600-as évek orosz társadalma rendkívül sokszínű volt abban az értelemben, hogy jelentős számmal képviseltették magukat a különféle szolgai státusú, valamint az egyetlen csoporthoz sem tartozó, „számkivetett” személyek. Az ezen rétegekre is kiterjesztett újoncállítási kötelezettség a földesúri parasztokhoz közelítette őket. A fejadó bevezetésével eltűnt a földesúri jobbágyok és a szolgarendű jobbágyok (holop) közötti különbség: a földesúri jobbágyok is a holopok szintjére kerültek, amennyiben a földesurak teljes bírói jogkörrel rendelkeztek felettük, és családjuktól, földjüktől elszakítva adhatták-vehették őket. Igaz ugyanakkor, hogy a fejadó valamelyest csökkentette a paraszti terheket.
A városi lakosságot szintúgy szabályozták. Három osztályt alakítottak ki: a legfelsőbe a gazdag kereskedők és a tekintélyes szakmát űzők (pl. orvosok), az alatta levőbe a kiskereskedők, kézművesek és iparosok kerültek. A legalsó osztályba tartoztak a bérmunkát végzők, így a manufaktúrák munkásai is. Rigai és revali mintára magisztrátusok jöttek létre, ezek egyik fő feladata az adóbeszedésen túl az iskolák és a manufaktúrák fenntartása volt. A legnagyobb adófizetők a gazdag kereskedők voltak – ők hamarosan sajátos patríciusréteggé fejlődtek, s rendszerint döntő befolyással bírtak a város irányításában.

##### Vallási és egyházi ügyek
Noha vallásos nevelésben részesült, I. Péter már fiatalként, társuralkodása időszakában is megvetéssel és gúnnyal fordult az ortodox egyház hierarchiája és bizonyos szertartásai felé. A nyugatosítást elindító egyeduralkodóként célja az volt, hogy az ortodox egyházat az állam szolgálatába állítsa. Az egyház adókedvezményét 1699–1700-ban eltörölték. Amikor az egyházfő széke 1700-ban megüresedett Adorján moszkvai pátriárka halálával, a cár több mint húsz éven keresztül betöltetlenül hagyta a posztot. A pátriárka birtokai a kolostorügyi kormányszék kezébe kerültek, a belőlük származó jövedelem az államkincstárat gazdagította. Az elkövetkező húsz évben egyre erősödött az állami ellenőrzés az egyház felett. 1716-ban a püspököket a cárnak teendő hűségesküre kötelezték. 1721-ben az Egyházi Szabályzat életbe léptetésével nemcsak a kolostorügyi hivatalt, hanem magát a moszkvai patriarkátust is megszüntette – helyét egy kollektív testület, a Szent Szinódus vette át. A szinódussal szemben a főügyész, tehát egy világi hivatalnok vétójoggal élhetett, ráadásul a püspököket az uralkodó nevezte ki.
Az óhitűekkel szemben viszonylagos toleranciát tanúsított – ugyan kétszeres adót vetett ki rájuk, de nem üldözte őket –, ennek ellenére nem volt népszerű a körükben. A lutheránus és a katolikus istentiszteletek engedélyezettek voltak.
Maga I. Péter pártfogolta azokat az egyházfikat, például Feofan Propkorovics novgorodi pátriárkát, akik a cárság intézménye mellett szólaltak fel. Az egyház hosszú időn keresztül alátámasztotta a mindenkori cár legitimitását azzal, hogy uralmát Istentől eredeztette. I. Péter reformjainak, valamint az ő és utódjai egyházpolitikájának hatására azonban a művelt elit kétkedéssel kezdett tekinteni az egyházi irányítás alatt lévő egyházra és annak tanításaira. Ez hosszú távon a cári uralom vallási legitimitásának megingásához vezetett.

#### Az Orosz Birodalom létrejötte
I. Péter az északi háborút záró nystadi egyezményt azzal ünnepelte, hogy 1721. október 22-én az Orosz Birodalom (Российская империя, Rosszijszkaja imperija) névre keresztelte át országát, ezzel együtt a „minden oroszok cárja” helyett felvette a „haza atyja” és az „egész Oroszország császára” (Императоръ Всероссійскій, Imperator Vszerosszijszkij) címet. Ezt követően az orosz uralkodók hivatalos titulusa az „egész Oroszország császára” lett, bár a mindennapokban továbbra is inkább a cár volt használatos. Poroszország és Hollandia azonnal, Svédország két év elteltével ismerte el az orosz uralkodó császári címét; Ausztria, Anglia, Franciaország és Spanyolország csak I. Péter halála után.

„I. Péter, Isten kegyelméből egész Oroszország, Moszkva, Kijev, Vlagyimir és Novgorod császára és egyeduralkodója; Kazany cárja, Asztrahán cárja, Szibéria cárja, Pszkov fejedelme és Szmolenszk nagyhercege; Észtország, Livónia, Karélia, Tver, Ugra, Perm, Vjatka, Bulgária és egyéb fejedelemségek hercege; Nyizsnyij Novgorod, Csernyigov, Rjazan, Rosztov, Jaroszlavl, Beloozero, Udoria, Obdoria, Kondia fejedelme és nagyhercege, valamennyi északi ország legfőbb ura; Ivéria és kartaliniai és grúz cárok fejedelme; Kabard- és Cserkeszföld és a hegyi hercegségek örökös fejedelme.”

– I. Péter teljes uralkodói titulusa 1721-től

### Halála és utódlása

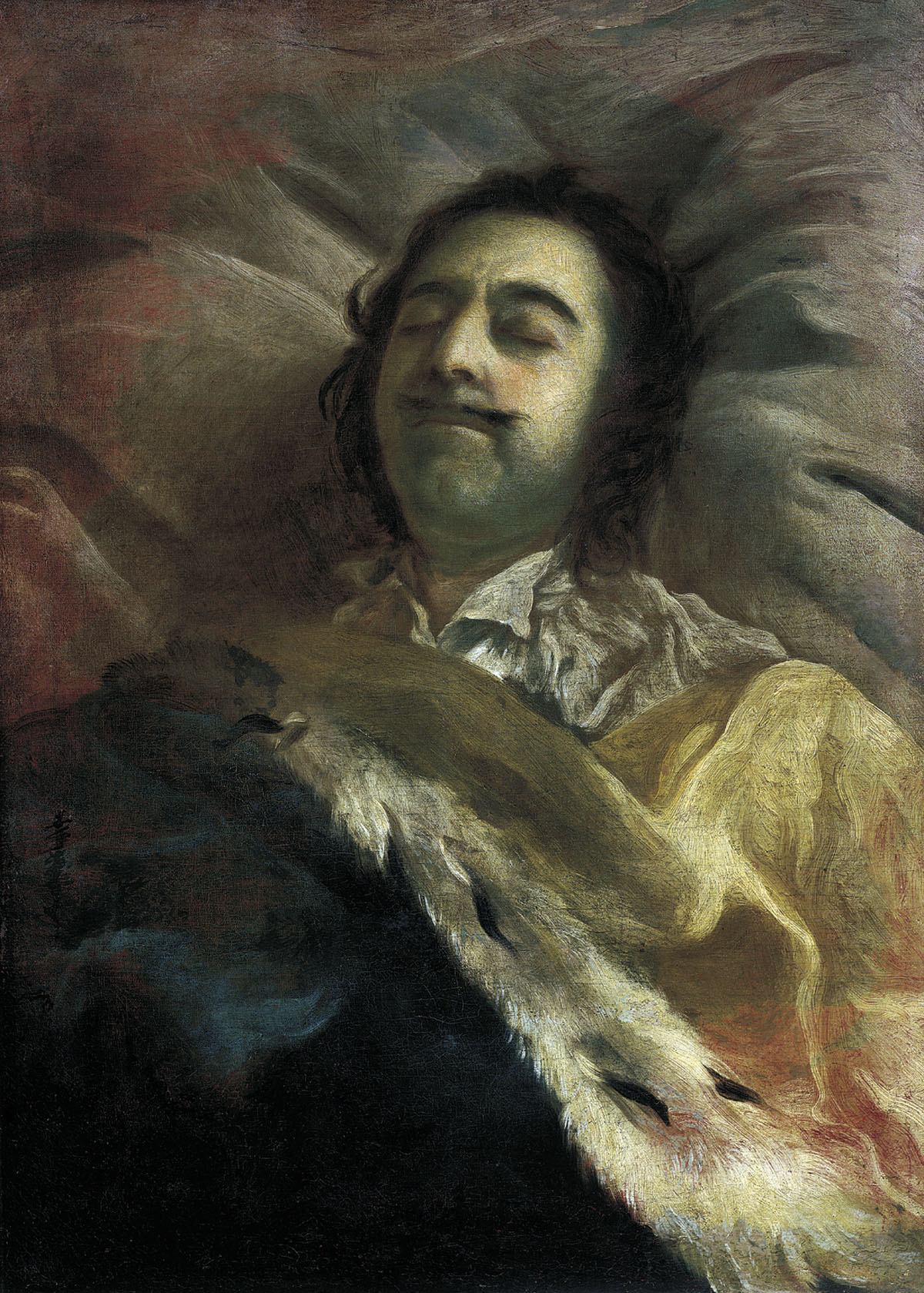
I. Péter a halálos ágyán
(1725, Ivan Nyikityics Nyikityin)

Élete vége felé hátfájás, tályogok és húgyúti fertőzések kínozták. Egy népszerű legenda szerint 1724 novemberében a jeges vízbe gázolva megmentett néhány halászt, egészsége ezután indult rohamos hanyatlásnak. 1725 januárjában vesekőműtéten esett át; sebe elüszkösödött. 1725. február 8-án, a hajnali órákban elhunyt. Halála előtt állítólag papírt kért, és a következőket írta le: „Adjatok át mindent…”; a mondatot nem fejezte be. Sírhelye a Péter–Pál-székesegyházban található – az általa építtetett katedrális lett az orosz cárok és cárnék temetkezési helye.
I. Péternek halála évében egyetlen fia sem élt már. Bár 1722-ben úgy rendelkezett, hogy a továbbiakban a mindenkori uralkodó jelölje ki utódját, ő maga ezt nem tette meg. Az udvar két pártra szakadt az utódlás kérdését illetően: a konzervatívabb bojárcsaládok Alekszej Petrovics cárevics fiát, Pjotr Alekszejevicset, míg az I. Péter alatt felemelkedettek és főleg Alekszandr Danyilovics Mensikov, a Preobrazsenszkij gárda ezredese a néhai cár özvegyét, Jekatyerina Alekszejevnát támogatták, és államcsínnyel trónra is juttatták. I. Pétert így felesége, I. Katalin cárnő követte Oroszország élén.

## Emlékezete és megítélése
I. Péter alapozta meg Oroszország számára az európai nagyhatalmi pozíciót a Baltikum elfoglalásával. Az orosz területek növelésével és katonai reformjaival előkészítette a terepet a majdani Orosz Birodalomnak. Számos közigazgatási reformja bizonyult hosszú életűnek, bár néhányat utódai megváltoztattak vagy eltöröltek. Az általa megkezdett gyakorlat, hogy a mindenkori orosz cár legfőbb támasza a hadsereg, egészen II. Katalin orosz cárnő uralmáig tartotta magát. Annak folyományaként, hogy egyrészt megháromszorozódtak az adók, másrészt rengetegen – egyes becslések szerint a népesség egyötöde – meghaltak a háborúkban és az átgondolatlan, embertelen körülmények között zajló építkezéseken, I. Péter alakja ellentmondásossá vált alattvalói körében. Intézkedéseinek könyörtelensége összeegyeztethetetlen volt az oroszok körében elterjedt „jó cár atyuska” ideáljával, ezért már életében olyan legendák kaptak szárnyra, miszerint az igazi cár külföldön sínylődik, és helyét egy hamis uralkodó vette át. Mi több, sokan magával az Antikrisztussal azonosították a császárt.
Kultusza a szintúgy a nyugatosítást propagáló II. Katalin cárnő alatt alakult ki az orosz közgondolkodásban; I. Péter regnálásának reformtörekvései és Oroszország nagyhatalommá tétele adott pozitív színezetet. A 19. század nemzeties, szlavofil gondolkodásmódja szerint I. Péter reformjai kárára voltak az orosz társadalomnak, amennyiben megfosztotta azt hagyományaitól. A szovjet időkben a történészek csodálattal adóztak ellentmondást nem tűrő, sokszor erőszakos reformosítása, a haladás kérlelhetetlen sürgetése, gazdasági és technikai fejlődést sürgető intézkedései előtt; de a reformok visszássága, a hatásukra megnyomorodó tömegek miatt értékelése kettős volt.
I. Péter uralkodása kutatásának magyar vonatkozásait is vannak. A II. Rákóczi Ferenccel fenntartott – a valóságban kevés gyakorlati eredménnyel járó – szövetségét a szovjet–magyar kapcsolatok történelmi megalapozásaként használták fel Magyarországon a pártállami időkben.
A szovjet és az orosz posta is több bélyeget adott ki tiszteletére.

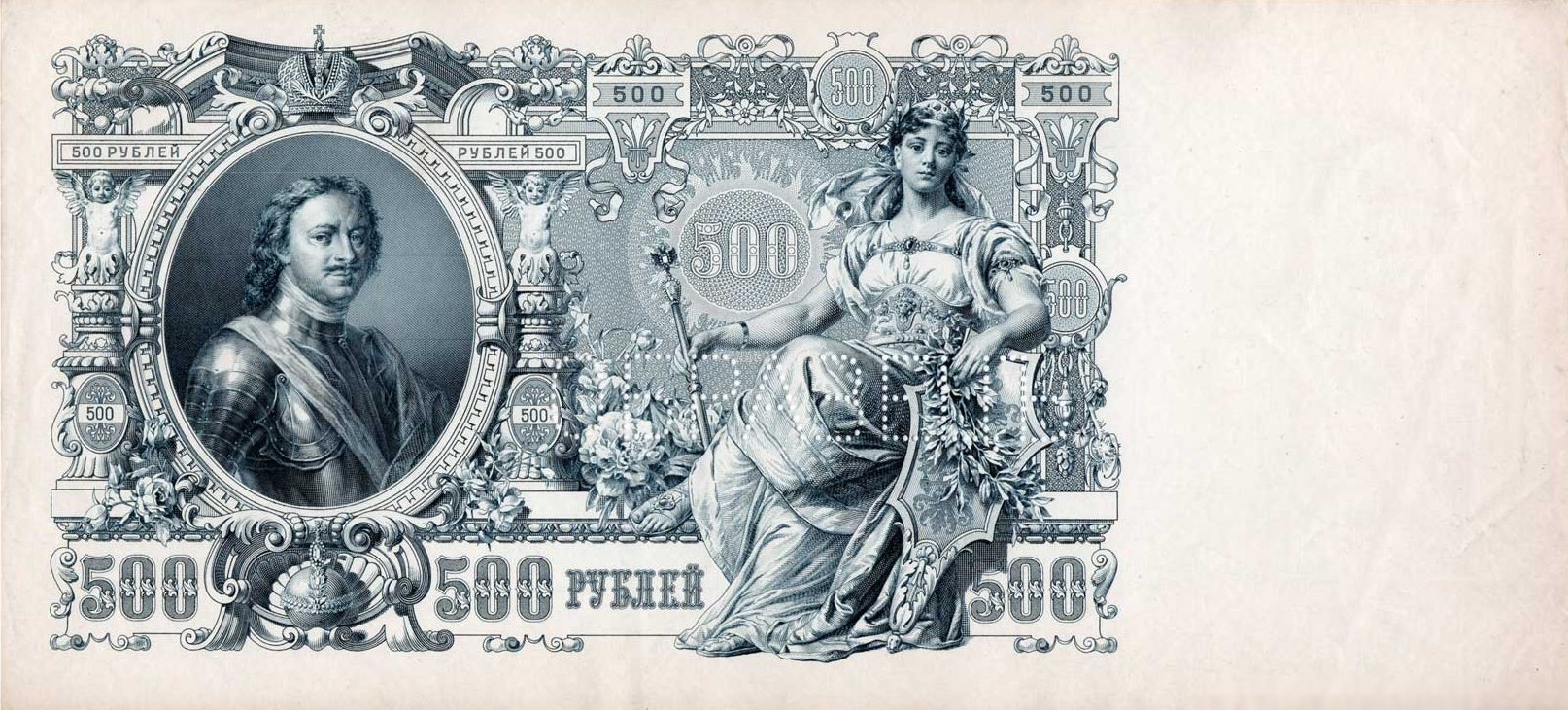
Orosz, 1912-es sorozatú 500 rubeles bankjegy Nagy Péter cár portréjával.
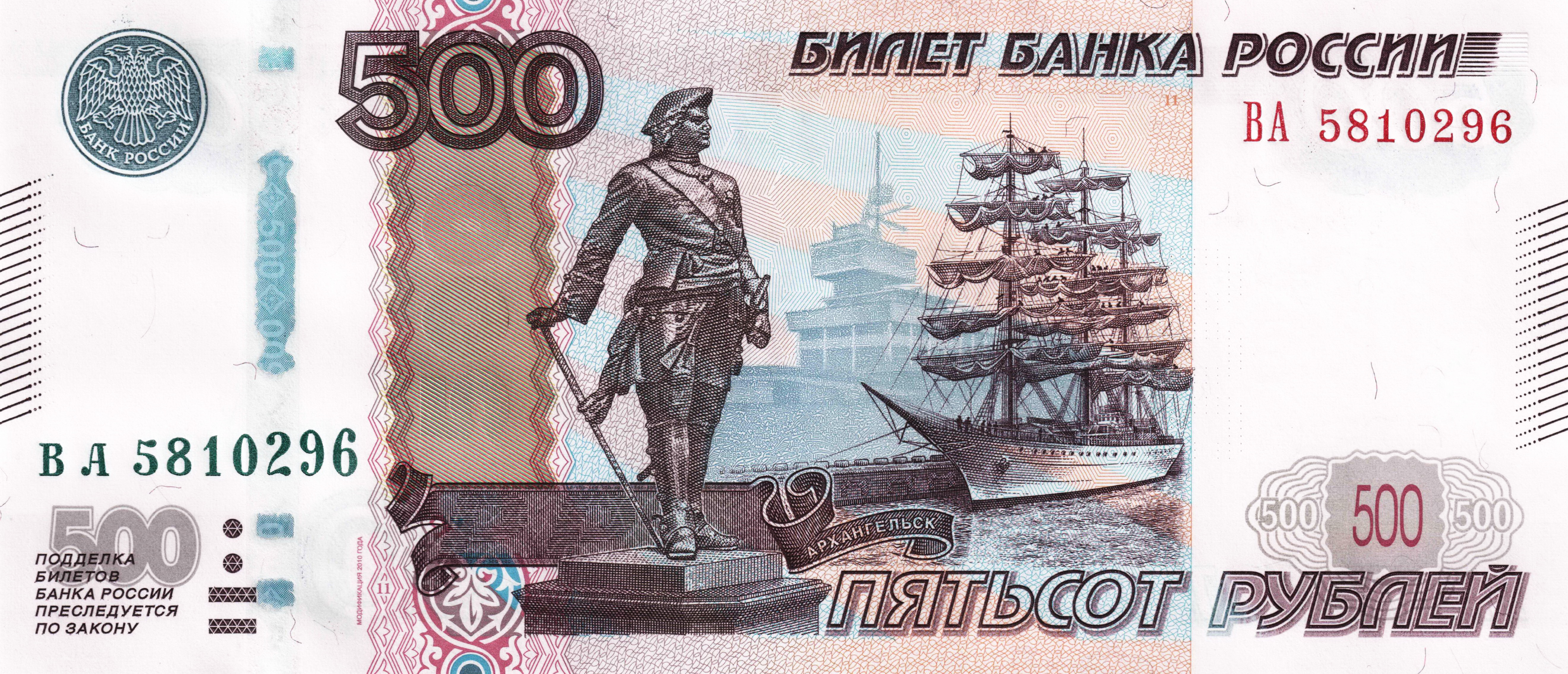
Orosz, 2010-es sorozatú 500 rubeles bankjegy Nagy Péter cár szobrának ábrázolásával.
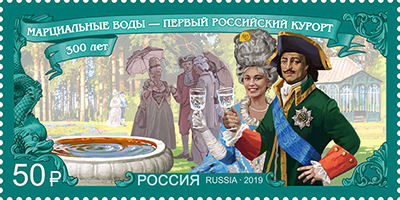
2019-es orosz postabélyeg 300 éves az első fürdőhely a «Марциальные Воды».
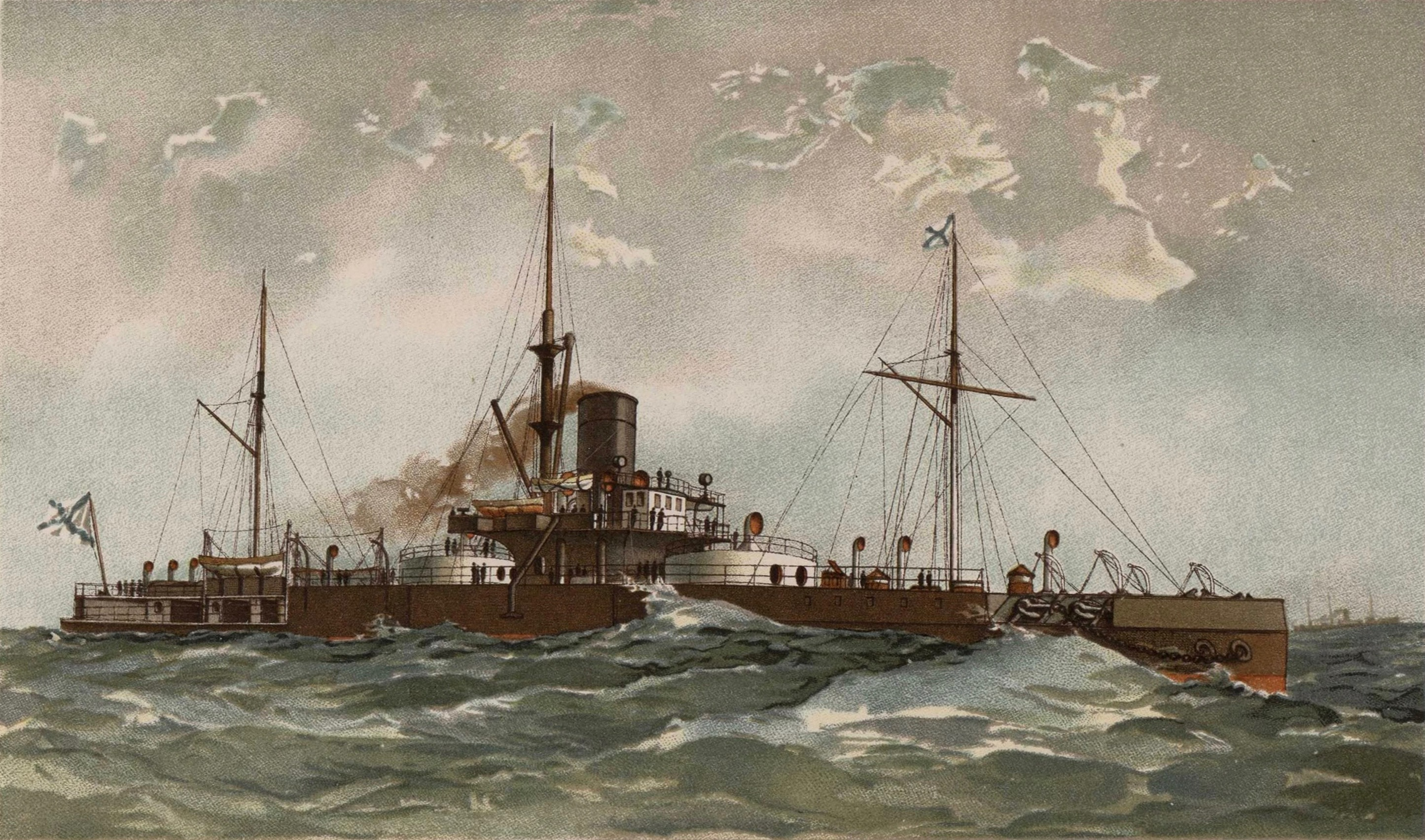
Az 1872-ben vízre bocsátott Nagy Péter orosz páncélos sorhajó.
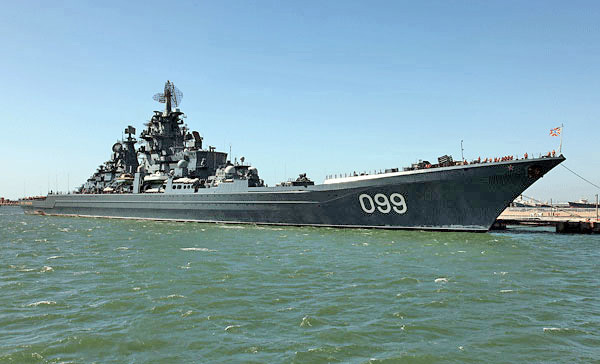
A Kirov osztályú Nagy Péter orosz csatacirkáló.